# Moonbird
Moonbird é um filme de animação em curta-metragem estadunidense de 1959 dirigido e escrito por John Hubley e Faith Hubley. Venceu o Oscar de melhor curta-metragem de animação na edição de 1960.